# Circus Maximus (film)
Circus Maximus è un film a episodi del 2023 diretto da Travis Scott con vari registi.
Scott, al suo debutto alla regia, realizza un accompagnamento visivo al suo quarto album in studio Utopia, con un film musicale composto da diversi segmenti diretti da Harmony Korine, Gaspar Noé, Nicolas Winding Refn, Valdimar Jóhannsson, Andrew Dosunmu e Kahlil Joseph, intervallati da una conversazione tra lo stesso Scott e il produttore discografico Rick Rubin.

## Trama

### Episodi

#### Pompeii
In questo segmento, diretto da Harmony Korine, Scott tiene un concerto presso l'anfiteatro romano di Pompei, con la seguente scaletta:
1. Hyaena
2. Thank God
3. Modern Jam (con Teezo Touchdown)
4. My Eyes
5. God's Country
6. Sirens
7. Fe!n (con Sheck Wes)
8. Circus Maximus
9. Delresto (Echoes)
10. Parasail (con Yung Lean)
11. Til Further Notice (con James Blake)
12. Telekinesis

## Promozione
Il 23 luglio 2023 Scott ha annunciato il titolo della pellicola al termine della sua esibizione tenuta all'annuale Rolling Loud di Miami. Due giorni dopo l'artista ha condiviso attraverso i suoi canali social un poster promozionale che presentava il logo della casa di produzione A24, la quale ha tuttavia ha negato di aver preso parte alla realizzazione del film.
Il film ha avuto una première privata presso il Metrograph di New York il 27 luglio, occasione in cui sono state regalate delle t-shirt promozionali.

## Distribuzione
Circus Maximus ha debuttato nelle sale statunitensi il 27 luglio 2023, per poi venir distribuito attraverso le piattaforme Apple Music a partire dal 7 agosto e condiviso su YouTube il 15 dello stesso mese.